# Inondation du 3 octobre 1988 de Nîmes
L'inondation de Nîmes du 3 octobre 1988 résulte d'un épisode méditerranéen qui provoqua de forts cumuls de pluie à Nîmes, dans le Gard. Cette catastrophe naturelle a causé une dizaine de morts et sinistré 70 communes autour de Nîmes.
Cette inondation a marqué la mémoire locale et est régulièrement commémorée,,. On estime que la période de retour de l'événement est à peu près centennale (soit une chance sur cent de se produire chaque année).

## Situation météorologique
Dans la nuit du 2 au 3 octobre 1988 et le matin du 3, des bandes orageuses ont traversé le sud est de la France lors d'un épisode méditerranéen. Les échos radar de la nuit montrent que l'orage a pris naissance au sud ouest du golfe d'Aigues Mortes (au sud de Montpellier). Le paquet orageux est remonté dans un premier temps sur la basse vallée du Vidourle, engendrant d'importantes précipitations dans le secteur de Sommières dès le 2 octobre en fin de soirée. Le phénomène gagne alors en extension et en intensité en direction des hauteurs nîmoises en passant d'abord par la plaine de la Vaunage où 250 à près de 400 mm sont relevés en moyenne sur la totalité de l'épisode, notamment à Calvisson. On note d'importantes chutes de grêle sur la commune de Congénies vers 04h. La hauteur des précipitations est de 50 mm ou plus par heure en moyenne sur une période de moins de 12 heures, donnant l'équivalent de six mois de pluie. L'orage à caractère diluvien s'étend et se bloque ensuite sur l'ensemble des plateaux des garrigues qui dominent Nîmes en direction de Remoulins. À la station météorologique de Nîmes-Courbessac, à l'est de la ville, 263 mm sont tombés dans la nuit du 2 au 3. À Nîmes-Kennedy, 311 mm jusqu'à 13 h. Le noyau le plus intense de précipitations relevées est de 420 mm au Mas-de-Ponge, sur les hauteurs au nord ouest de la ville. Cette valeur considérable est cependant sous-estimée car le pluviomètre n'a plus communiqué de données durant une quarantaine de minutes au cours de l’épisode. 500 mm peuvent ainsi avoir été enregistrés localement, soit les deux tiers des précipitations annuelles. Les réseaux karstiques sont rapidement saturés et mettent en charge l'ensemble des cadereaux en direction du centre ville. En revanche, les pluies sont tombées de manière assez localisée car à l'aéroport de Nîmes-Garons, à seulement 6 km au sud-est de la ville, il n'y a eu que 35 mm. Les courbes hisoyètes très resserrées lors de l'événement sont typiques du phénomène des orages stationnaires.
L’agglomération nîmoise, située au confluent de cadereaux, en bas de pentes des plateaux calcaires des garrigues est particulièrement soumise au risque d'inondations par ruissellement. Les premières indications sur les inondations à Nîmes remontent au XIVe siècle. Les chroniques historiques font état notamment de deux catastrophes majeures équivalentes à celle du 3 octobre 1988 : le 29 août 1399 et le 9 septembre 1557.

## Impact
On a alors dénombré dix ou onze morts, dont deux pilotes d'hélicoptères qui portaient secours, et 45 000 sinistrés. Un total de 70 communes autour de Nîmes furent par la suite classées en zone de catastrophe naturelle. Les dégâts furent estimés à plus de 600 millions d'euros,.

## Thèse complotiste
Une partie des habitants relaye rapidement une thèse complotiste en accusant les autorités de cacher le nombre réel de morts, afin de ne pas faire paniquer la population.

## Galerie

Enchevêtrement de voitures à l'angle de la rue de la Madeleine et de la rue de l'Etoile

Place de la Maison Carrée inondée

Place de la Maison Carrée et rue Perrier inondées

Impact des ruissèlements rue Pépin le bref